# Copa Mundial de Fútbol de 2002
La Copa Mundial de la FIFA Corea del Sur/Japón 2002 (en coreano: 2002 FIFA 월드컵 한국/일본, 2002 FIFA Woldeu Keop Hanguk/Ilbon; en japonés:  2002 FIFAワールドカップ 韓国/日本, 2002 FIFA Waarudo Kappu Kankoku/Nippon) fue la decimoséptima edición de la Copa Mundial de Fútbol y se realizó en Corea del Sur y Japón, entre el 31 de mayo y el 30 de junio de 2002. Este torneo fue el primero organizado en la historia por dos países, el primero en realizarse fuera de Europa y América, el primer Mundial en realizarse en el siglo XXI, el primero del tercer milenio y el primero en realizarse en Asia.
El torneo, en el que participaron treinta y dos selecciones, tuvo fuertes contrastes. Algunos equipos considerados de segundo y tercer orden en el fútbol internacional lograron excelentes resultados, como los semifinalistas Turquía y Corea del Sur, mientras la debutante selección de Senegal quedó entre los ocho primeros. Por el contrario, algunos de los equipos favoritos fueron eliminados en la primera fase como es el caso de Argentina y Francia, en el peor torneo de un vigente campeón al obtener un solo punto y no marcar gol alguno. Italia, por su parte, fue eliminada polémicamente en octavos de final. A pesar de esto, la final de la copa fue disputada por dos de las principales potencias en la historia del fútbol: Brasil y Alemania. En Yokohama, Brasil obtuvo su quinto Mundial y amplió su historial como la selección con más títulos en la historia del torneo. En el partido por el tercer puesto contra Corea del Sur, Turquía ganó 3-2, ocupando el tercer puesto en su segunda Copa Mundial de la FIFA y marcó el gol más rápido en la historia de la Copa Mundial de la FIFA (10,8 segundos después del saque inicial). La Copa del Mundo de 2002 también fue la última en utilizar la regla del gol de oro.
Un aspecto negativo del certamen fue la baja asistencia de público para algunos partidos, como el que brindaron las selecciones de Paraguay y Sudáfrica, donde se registraron 25 186 espectadores en un estadio con capacidad para casi 60 000 asistentes. Otro punto negro y decisivo en el desarrollo fue la mala actuación de los árbitros, acusados de favorecer a la selección surcoreana en los enfrentamientos contra Portugal, en el último partido de la fase de grupos, y contra Italia y España en octavos y cuartos de final. Finalmente, en 2015, se demostró que estos encuentros fueron amañados por la selección coreana, dos días después de un masivo arresto de algunos mandatarios de la FIFA, quienes se encuentran actualmente en prisión. El diario deportivo italiano Corriere dello Sport, en su edición en papel del 29 de mayo de 2015, publicó una detallada investigación la cual concluye que Corea del Sur fue beneficiada por los árbitros en sus duelos frente a Italia y España para poder avanzar hasta semifinales del Mundial 2002. Estas denuncias se produjeron en medio del caso de corrupción de la FIFA de 2015 en el que estaban involucrados altos directivos de la FIFA.
La selección italiana se vio perjudicada por un inusual récord de cinco goles anulados en solo tres partidos. Dos de esos goles se produjeron en el encuentro de fase de grupos contra Croacia, dos en el enfrentamiento con México y uno más en el polémico partido de octavos de final contra Corea del Sur, en el que se clasificaría el equipo anfitrión. En este último partido, también se señaló un penalti (parado por Buffon) a favor de Corea del Sur al inicio del primer tiempo, y se expulsó de forma discutida[cita requerida] al italiano Francesco Totti por doble tarjeta amarilla, tras una jugada en la cual sufrió un penalti. Por otra parte, la selección española también fue perjudicada por el árbitro Gamal al Ghandour en el partido ante Corea del Sur, ya que les anuló dos goles legales, marcados por Baraja y Morientes, lo que hizo que los surcoreanos se clasificaran para semifinales.
Después de todas estas polémicas arbitrales, la FIFA decidió que a partir de la siguiente Copa Mundial, la de 2006, se seleccionarían equipos arbitrales completos, por lo que no volvieron a coincidir en un mismo partido árbitros y linieres de distintas nacionalidades.

## Antecedentes y elección
La elección de la sede de la Copa Mundial de Fútbol de 2002 se efectuó en un ambiente similar al de la Copa Mundial de Fútbol de 1994. La FIFA deseaba que el torneo fuese albergado por un país sin tradición futbolística donde incentivar el desarrollo del deporte y con grandes capacidades de sustentabilidad económica. Inicialmente, Corea del Sur, Japón y México presentaron tres candidaturas rivales. La entrada de Corea del Sur en la carrera fue vista por algunos como una respuesta a la oferta del rival político y deportivo Japón. Los líderes de la FIFA estaban divididos sobre a quién favorecer como anfitrión, ya que la política dentro del organismo rector mundial dominaba. Con México considerado como una posibilidad remota, la batalla por albergar el torneo se redujo a Japón y Corea del Sur. Los dos rivales asiáticos realizaron un bombardeo de relaciones públicas masivo y costoso en todo el mundo, lo que llevó a Ahmad Shah, presidente de la Confederación Asiática de Fútbol (AFC), a intervenir. El presidente de la FIFA João Havelange había respaldado durante mucho tiempo la candidatura japonesa, pero su rival en la FIFA, el presidente de la UEFA Lennart Johansson, trató de socavar los planes de Havelange. La UEFA y la AFC vieron la organización conjunta entre los 2 rivales asiáticos como la mejor opción. Japón y Corea del Sur finalmente se enfrentaron a la opción de no tener una Copa del Mundo o una Copa del Mundo compartida y, a regañadientes, optaron por ser coanfitriones. El 31 de mayo de 1996, Corea del Sur y Japón fueron elegidos por unanimidad como coanfitriones, derrotando a la candidatura de México.
Por primera vez en el torneo se compartirían partidos y jugadores más o menos importantes, se realizaría en Asia y también por primera vez se realizaría en dos países. Esto provocó una serie de inconvenientes debido a la larga rivalidad histórica entre ambos países (principalmente a causa de la invasión nipona a la península coreana durante la Segunda Guerra Mundial), que con el paso del tiempo lograron solucionarse. El secretario general del comité de candidatura de Corea del Sur, Song Young-shik, declaró que la FIFA estaba interesada en organizar algunos partidos en Corea del Norte para ayudar a la reunificación coreana, pero se descartó. El torneo fue dividido equitativamente entre las 10 sedes de cada nación, siendo disputado el partido inaugural en la capital surcoreana, Seúl, y la final en Yokohama. La falta de infraestructura futbolística en los dos países obligó a un gasto histórico en la construcción de estadios. De los 20 estadios, 18 fueron construidos especialmente para el torneo.[cita requerida]
La elección inusual del anfitrión resultó ser un problema para los fanáticos del fútbol en Europa, acostumbrados a ver partidos internacionales en o cerca de su zona horaria. Con la mayoría de los juegos teniendo lugar en la mañana europea, algunas escuelas y empresas optaron por abrir tarde los días de partido u organizar eventos de observación comunitaria antes del inicio del trabajo.

## Sedes
| Busan Daegu Daejeon Gwangju Incheon Jeonju Seogwipo Seúl Suwon Ulsan |                                            |                                              |                                             |                                              |                                            |
| Busan Daegu Daejeon Gwangju Incheon Jeonju Seogwipo Seúl Suwon Ulsan | Corea del Sur (32)                         | Corea del Sur (32)                           | Corea del Sur (32)                          | Corea del Sur (32)                           | Corea del Sur (32)                         |
| Busan Daegu Daejeon Gwangju Incheon Jeonju Seogwipo Seúl Suwon Ulsan | Seúl                                       | Daegu                                        | Busan                                       | Incheon                                      | Ulsan                                      |
| -------------------------------------------------------------------- | ------------------------------------------ | -------------------------------------------- | ------------------------------------------- | -------------------------------------------- | ------------------------------------------ |
| Busan Daegu Daejeon Gwangju Incheon Jeonju Seogwipo Seúl Suwon Ulsan | Mundialista de Seúl (3) Capacidad: 63 961  | Estadio de Daegu (4) Capacidad: 68 014       | Estadio Asiad (3) Capacidad: 55 982         | Estadio Munhak (3) Capacidad: 52 179         | Mundialista de Ulsan (3) Capacidad: 43 550 |
| Busan Daegu Daejeon Gwangju Incheon Jeonju Seogwipo Seúl Suwon Ulsan |                                            |                                              |                                             |                                              |                                            |
| Busan Daegu Daejeon Gwangju Incheon Jeonju Seogwipo Seúl Suwon Ulsan | Suwon                                      | Gwangju                                      | Jeonju                                      | Daejeon                                      | Seogwipo                                   |
| Busan Daegu Daejeon Gwangju Incheon Jeonju Seogwipo Seúl Suwon Ulsan | Mundialista de Suwon (4) Capacidad: 43 188 | Mundialista de Gwangju (3) Capacidad: 42 880 | Mundialista de Jeonju (3) Capacidad: 42 391 | Mundialista de Daejeon (3) Capacidad: 40 407 | Mundialista de Jeju (3) Capacidad: 42 256  |
| Busan Daegu Daejeon Gwangju Incheon Jeonju Seogwipo Seúl Suwon Ulsan |                                            |                                              |                                             |                                              |                                            |

| Ibaraki Kōbe Miyagi Niigata Ōita Osaka Saitama Sapporo Shizuoka Yokohama |                                             |                                          |                                          |                                           |                                         |
| Ibaraki Kōbe Miyagi Niigata Ōita Osaka Saitama Sapporo Shizuoka Yokohama | Japón (32)                                  | Japón (32)                               | Japón (32)                               | Japón (32)                                | Japón (32)                              |
| Ibaraki Kōbe Miyagi Niigata Ōita Osaka Saitama Sapporo Shizuoka Yokohama | Yokohama                                    | Saitama                                  | Shizuoka                                 | Osaka                                     | Miyagi                                  |
| ------------------------------------------------------------------------ | ------------------------------------------- | ---------------------------------------- | ---------------------------------------- | ----------------------------------------- | --------------------------------------- |
| Ibaraki Kōbe Miyagi Niigata Ōita Osaka Saitama Sapporo Shizuoka Yokohama | Estadio Internacional (4) Capacidad: 70 000 | Estadio de Saitama (4) Capacidad: 63 000 | Estadio Ecopa (3) Capacidad: 50 600      | Estadio Nagai (3) Capacidad: 50 000       | Estadio de Miyagi (3) Capacidad: 49 000 |
| Ibaraki Kōbe Miyagi Niigata Ōita Osaka Saitama Sapporo Shizuoka Yokohama |                                             |                                          |                                          |                                           |                                         |
| Ibaraki Kōbe Miyagi Niigata Ōita Osaka Saitama Sapporo Shizuoka Yokohama | Ōita                                        | Niigata                                  | Kashima                                  | Kobe                                      | Sapporo                                 |
| Ibaraki Kōbe Miyagi Niigata Ōita Osaka Saitama Sapporo Shizuoka Yokohama | Ōita Bank Dome (3) Capacidad: 43 000        | Estadio de Niigata (3) Capacidad: 42 300 | Estadio de Kashima (3) Capacidad: 42 000 | Estadio de las Alas (3) Capacidad: 42 000 | Sapporo Dome (3) Capacidad: 42 000      |
| Ibaraki Kōbe Miyagi Niigata Ōita Osaka Saitama Sapporo Shizuoka Yokohama |                                             |                                          |                                          |                                           |                                         |

## Árbitros
| AFC - Ali Bujsaim - Tōru Kamikawa - Young-Joo Kim - Jun Lu - Saad Mane OFC - Mark Shield CAF - Gamal Al-Ghandour - Coffi Codjia - Mourad Daami - Mohamed Guezzaz - Falla N'Doye | Conmebol - Ubaldo Aquino - Byron Moreno - René Ortubé - Óscar Ruiz - Ángel Sánchez - Carlos Simon Concacaf - Carlos Batres - Brian Hall - William Mattus - Peter Prendergast - Felipe Ramos Rizo | UEFA - Pierluigi Collina - Hugh Dallas - Anders Frisk - Terje Hauge - Antonio López Nieto - Urs Meier - Vítor Melo Pereira - Markus Merk - Ľuboš Micheľ - Kim Milton Nielsen - Graham Poll - Kyros Vassaras - Gilles Veissière - Jan Wegereef |

### Reglas
Los 32 equipos que participan en la fase final se dividen en ocho grupos de cuatro equipos cada uno. Dentro de cada grupo se enfrentan una vez entre sí, por el sistema de todos contra todos. Según el resultado de cada partido se otorgan tres puntos al ganador, un punto a cada equipo en caso de empate, y ninguno al perdedor.
Pasan a la siguiente ronda los dos equipos de cada grupo mejor clasificados. El orden de clasificación se determina teniendo en cuenta los siguientes criterios, en orden de preferencia:
1. El mayor número de puntos obtenidos teniendo en cuenta todos los partidos del grupo
2. La mayor diferencia de goles teniendo en cuenta todos los partidos del grupo
3. El mayor número de goles a favor anotados teniendo en cuenta todos los partidos del grupo

Si dos o más equipos quedan igualados según las pautas anteriores, sus posiciones se determinarán mediante los siguientes criterios, en orden de preferencia:
1. El mayor número de puntos obtenidos en los partidos entre los equipos en cuestión
2. La diferencia de goles teniendo en cuenta los partidos entre los equipos en cuestión
3. El mayor número de goles a favor anotados por cada equipo en los partidos disputados entre los equipos en cuestión
4. Sorteo del comité organizador de la Copa Mundial

La segunda ronda incluye todas las fases desde los octavos de final hasta la final. Mediante el sistema de eliminación directa se clasifican los cuatro semifinalistas. Los equipos perdedores de las semifinales juegan un partido por el tercer y cuarto puesto, mientras que los ganadores disputan el partido final, donde el vencedor obtiene la Copa Mundial.
Si después de los 90 minutos de juego el partido se encuentra empatado se juega un tiempo suplementario de dos etapas de 15 minutos cada una. Con la vigencia de la regla del gol de oro, un tanto en ese lapso hará que el partido se finalice. Si el resultado sigue empatado tras esta prórroga, el partido se define por el procedimiento de tiros desde el punto penal.

## Equipos participantes
199 equipos de las 204 federaciones miembros de la FIFA se inscribieron para participar en el torneo. De ellos, 32 participaron en la fase final. Las clasificatorias para la Copa Mundial se realizaron entre el 28 de marzo de 2000 y el 25 de noviembre de 2001.
Esta fue la última ocasión en que la selección que defendía el título (en este caso, Francia) se clasificó automáticamente al certamen. Japón y Corea del Sur mantuvieron su derecho de organizadores y se clasificaron automáticamente. Los 29 cupos restantes se repartieron a las seis confederaciones internacionales que realizaron distintos torneos clasificatorios. Finalmente, se clasificaron 15 equipos de la UEFA, 3 de la Concacaf, 5 de la Conmebol (uno a través de la repesca con la OFC), 4 de la AFC y 5 de la CAF. No se clasificó nadie de la OFC.
De los 32 equipos, cuatro se presentaron por primera vez en una fase final: China, Ecuador, Eslovenia y Senegal. Las principales sorpresas fueron las eliminaciones de Colombia, Chile, Rumania, Países Bajos, Yugoslavia, República Checa, Irán y Marruecos. Uno de los principales hechos durante las clasificatorias fue la victoria más grande de la historia entre selecciones: Australia derrotó por 31-0 a Samoa Americana. A pesar de esta rotunda victoria, el combinado oceánico no logró clasificarse al ser derrotado finalmente por Uruguay en la repesca.
| Clasificatorias | Clasificatorias | Clasificatorias | Clasificatorias | Clasificatorias | Clasificatorias |
| --------------- | --------------- | --------------- | --------------- | --------------- | --------------- |
| CAF             | AFC             | UEFA            | Concacaf        | OFC             | Conmebol        |

| Equipos participantes | Equipos participantes | Equipos participantes | Equipos participantes |
| --------------------- | --------------------- | --------------------- | --------------------- |
| Alemania              | Costa Rica            | Inglaterra            | Portugal              |
| Arabia Saudita        | Croacia               | Irlanda               | Rusia                 |
| Argentina             | Dinamarca             | Italia                | Senegal               |
| Bélgica               | Ecuador               | Japón                 | Sudáfrica             |
| Brasil                | Eslovenia             | México                | Suecia                |
| Camerún               | España                | Nigeria               | Túnez                 |
| China                 | Estados Unidos        | Paraguay              | Turquía               |
| Corea del Sur         | Francia               | Polonia               | Uruguay               |

### Sorteo
Para la realización del torneo, el 1 de diciembre de 2001 se realizó un sorteo que determinó la distribución de los equipos en los ocho grupos de primera ronda, en la ciudad de Busán, Corea del Sur.
| Bombo 1 | Bombo 2                                                                                      | Bombo 3                                       | Bombo 4                                                                  |
| --- | -------------------------------------------------------------------------------------------- | --------------------------------------------- | ------------------------------------------------------------------------ |
| Francia (Vigente campeón, asignado al Gpo. A) Corea del Sur (Coanfitrión, asignado al Gpo. D) Japón (Coanfitrión, asignado al Gpo. H) Alemania Argentina Brasil España Italia | Bélgica Croacia Dinamarca Eslovenia Inglaterra Irlanda Polonia Portugal Rusia Suecia Turquía | Arabia Saudita China Ecuador Paraguay Uruguay | Costa Rica Estados Unidos México Camerún Nigeria Senegal Sudáfrica Túnez |

## Fase de grupos
- Los horarios corresponden a la hora local de Corea del Sur y Japón (UTC+9).

Los encuentros de los grupos A, B, C ,D se llevaron a cabo en Corea del Sur, mientras que los de los grupos E, F, G y H se desarrollaron en Japón.

#### Grupo A
| Selección | Pts | PJ | PG | PE | PP | GF | GC | Dif |
| --------- | --- | -- | -- | -- | -- | -- | -- | --- |
| Dinamarca | 7   | 3  | 2  | 1  | 0  | 5  | 2  | 3   |
| Senegal   | 5   | 3  | 1  | 2  | 0  | 5  | 4  | 1   |
| Uruguay   | 2   | 3  | 0  | 2  | 1  | 4  | 5  | −1  |
| Francia   | 1   | 3  | 0  | 1  | 2  | 0  | 3  | −3  |

| 31 de mayo, 20:30                                                                                          | Francia | 0:1 (0:1) | Senegal        | Estadio Mundialista, Seúl                               |                                                         |
| |         | Reporte   | Bouba Diop 30' | Asistencia: 62 561 espectadores Árbitro(s): Ali Bujsaim | Asistencia: 62 561 espectadores Árbitro(s): Ali Bujsaim |
| Papa Bouba Diop convirtió el primer gol de Senegal en mundiales. Primera victoria de Senegal en mundiales. |         |           |                |                                                         |                                                         |

| 1 de junio, 18:00 | Uruguay       | 1:2 (0:1) | Dinamarca         | Estadio Mundialista, Ulsan                                       |                                                                  |
|                   | Rodríguez 47' | Reporte   | Tomasson 45', 83' | Asistencia: 30 157 espectadores Árbitro(s): Saad Kamil Al-Fadhli | Asistencia: 30 157 espectadores Árbitro(s): Saad Kamil Al-Fadhli |

| 6 de junio, 15:30 | Dinamarca           | 1:1 (1:0) | Senegal  | Estadio Mundialista, Daegu                                |                                                           |
|                   | Tomasson 16' (pen.) | Reporte   | Diao 52' | Asistencia: 43 500 espectadores Árbitro(s): Carlos Batres | Asistencia: 43 500 espectadores Árbitro(s): Carlos Batres |

| 6 de junio, 20:30 | Francia | 0:0     | Uruguay | Estadio Asiad, Busan                                     |                                                          |
|                   |         | Reporte |         | Asistencia: 38 289 espectadores Árbitro(s): Felipe Ramos | Asistencia: 38 289 espectadores Árbitro(s): Felipe Ramos |

| 11 de junio, 15:30                                                                                          | Dinamarca                    | 2:0 (1:0) | Francia | Estadio Munhak, Incheon                                        |                                                                |
| | Rommedahl 22' · Tomasson 67' | Reporte   |         | Asistencia: 48 100 espectadores Árbitro(s): Vítor Melo Pereira | Asistencia: 48 100 espectadores Árbitro(s): Vítor Melo Pereira |
| Francia es hasta el momento el peor campeón defensor en los Mundiales con sólo 1 punto y sin goles a favor. |                              |           |         |                                                                |                                                                |

| 11 de junio, 15:30                                                 | Senegal                                 | 3:3 (3:0) | Uruguay                                      | Estadio Mundialista, Suwon                               |                                                          |
|                                                                    | Fadiga 20' (pen.) · Bouba Diop 26', 38' | Reporte   | Morales 46' · Forlán 69' · Recoba 88' (pen.) | Asistencia: 33 681 espectadores Árbitro(s): Jan Wegereef | Asistencia: 33 681 espectadores Árbitro(s): Jan Wegereef |
| Primera clasificación de Senegal a una segunda fase de un Mundial. |                                         |           |                                              |                                                          |                                                          |

#### Grupo B
| Selección | Pts | PJ | PG | PE | PP | GF | GC | Dif |
| --------- | --- | -- | -- | -- | -- | -- | -- | --- |
| España    | 9   | 3  | 3  | 0  | 0  | 9  | 4  | 5   |
| Paraguay  | 4   | 3  | 1  | 1  | 1  | 6  | 6  | 0   |
| Sudáfrica | 4   | 3  | 1  | 1  | 1  | 5  | 5  | 0   |
| Eslovenia | 0   | 3  | 0  | 0  | 3  | 2  | 7  | −5  |

| 2 de junio, 16:30 | Paraguay                  | 2:2 (1:0) | Sudáfrica                             | Estadio Asiad, Busan                                     |                                                          |
|                   | Santa Cruz 39' · Arce 55' | Reporte   | T. Mokoena 63' · Fortune 90+1' (pen.) | Asistencia: 25 186 espectadores Árbitro(s): Ľuboš Micheľ | Asistencia: 25 186 espectadores Árbitro(s): Ľuboš Micheľ |

| 2 de junio, 20:30                                                  | España                                     | 3:1 (1:0) | Eslovenia     | Estadio Mundialista, Gwangju                                |                                                             |
|                                                                    | Raúl 44' · Valerón 74' · Hierro 87' (pen.) | Reporte   | Cimirotič 82' | Asistencia: 28 598 espectadores Árbitro(s): Mohamed Guezzaz | Asistencia: 28 598 espectadores Árbitro(s): Mohamed Guezzaz |
| Sebastjan Cimirotič marcó el primer gol de Eslovenia en Mundiales. |                                            |           |               |                                                             |                                                             |

| 7 de junio, 18:00 | España                                 | 3:1 (0:1) | Paraguay         | Estadio Mundialista, Jeonju                                   |                                                               |
|                   | Morientes 53', 69' · Hierro 83' (pen.) | Reporte   | Puyol 10' (a.g.) | Asistencia: 24 000 espectadores Árbitro(s): Gamal Al-Ghandour | Asistencia: 24 000 espectadores Árbitro(s): Gamal Al-Ghandour |

| 8 de junio, 15:30                           | Sudáfrica   | 1:0 (1:0) | Eslovenia | Estadio Mundialista, Daegu                                |                                                           |
|                                             | Nomvethe 4' | Reporte   |           | Asistencia: 47 226 espectadores Árbitro(s): Ángel Sánchez | Asistencia: 47 226 espectadores Árbitro(s): Ángel Sánchez |
| Primera victoria de Sudáfrica en Mundiales. |             |           |           |                                                           |                                                           |

| 12 de junio, 20:30 | Sudáfrica                 | 2:3 (1:2) | España                        | Estadio Mundialista, Daejeon                                     |                                                                  |
|                    | McCarthy 31' · Radebe 53' | Reporte   | Raúl 4', 56' · Mendieta 45+1' | Asistencia: 31 024 espectadores Árbitro(s): Saad Kamil Al-Fadhli | Asistencia: 31 024 espectadores Árbitro(s): Saad Kamil Al-Fadhli |

| 12 de junio, 20:30 | Eslovenia      | 1:3 (1:0) | Paraguay                           | Estadio Mundialista, Seogwipo                                 |                                                               |
|                    | Ačimovič 45+1' | Reporte   | Cuevas 65', 84' · Jorge Campos 73' | Asistencia: 30 176 espectadores Árbitro(s): Felipe Ramos Rizo | Asistencia: 30 176 espectadores Árbitro(s): Felipe Ramos Rizo |

#### Grupo C
| Selección  | Pts | PJ | PG | PE | PP | GF | GC | Dif |
| ---------- | --- | -- | -- | -- | -- | -- | -- | --- |
| Brasil     | 9   | 3  | 3  | 0  | 0  | 11 | 3  | 8   |
| Turquía    | 4   | 3  | 1  | 1  | 1  | 5  | 3  | 2   |
| Costa Rica | 4   | 3  | 1  | 1  | 1  | 5  | 6  | −1  |
| China      | 0   | 3  | 0  | 0  | 3  | 0  | 9  | −9  |

| 3 de junio, 18:00 | Brasil                           | 2:1 (0:1) | Turquía   | Estadio Mundialista, Ulsan                                |                                                           |
|                   | Ronaldo 50' · Rivaldo 87' (pen.) | Reporte   | Şaş 45+2' | Asistencia: 33 842 espectadores Árbitro(s): Kim Young-joo | Asistencia: 33 842 espectadores Árbitro(s): Kim Young-joo |

| 4 de junio, 15:30 | China | 0:2 (0:0) | Costa Rica             | Estadio Mundialista, Gwangju                               |                                                            |
|                   |       | Reporte   | Gómez 61' · Wright 65' | Asistencia: 27 217 espectadores Árbitro(s): Kyros Vassaras | Asistencia: 27 217 espectadores Árbitro(s): Kyros Vassaras |

| 8 de junio, 20:30 | Brasil                                                                 | 4:0 (3:0) | China | Estadio Mundialista, Seogwipo                            |                                                          |
|                   | Roberto Carlos 15' · Rivaldo 32' · Ronaldinho 45' (pen.) · Ronaldo 55' | Reporte   |       | Asistencia: 36 750 espectadores Árbitro(s): Anders Frisk | Asistencia: 36 750 espectadores Árbitro(s): Anders Frisk |

| 9 de junio, 18:00 | Costa Rica | 1:1 (0:0) | Turquía       | Estadio Munhak, Incheon                                  |                                                          |
|                   | Parks 86'  | Reporte   | Belözoğlu 56' | Asistencia: 42 299 espectadores Árbitro(s): Coffi Codjia | Asistencia: 42 299 espectadores Árbitro(s): Coffi Codjia |

| 13 de junio, 15:30 | Costa Rica               | 2:5 (1:3) | Brasil                                                     | Estadio Mundialista, Suwon                                    |                                                               |
|                    | Wanchope 39' · Gómez 56' | Reporte   | Ronaldo 10', 13' · Edmílson 38' · Rivaldo 62' · Júnior 64' | Asistencia: 38 524 espectadores Árbitro(s): Gamal Al-Ghandour | Asistencia: 38 524 espectadores Árbitro(s): Gamal Al-Ghandour |

| 13 de junio, 15:30                                                 | Turquía                          | 3:0 (2:0) | China | Estadio Mundialista, Seúl                              |                                                        |
|                                                                    | Şaş 6' · Davala 9' · Korkmaz 85' | Reporte   |       | Asistencia: 38 524 espectadores Árbitro(s): Óscar Ruiz | Asistencia: 38 524 espectadores Árbitro(s): Óscar Ruiz |
| Primera clasificación de Turquía a una segunda fase de un Mundial. |                                  |           |       |                                                        |                                                        |

#### Grupo D
| Selección      | Pts | PJ | PG | PE | PP | GF | GC | Dif |
| -------------- | --- | -- | -- | -- | -- | -- | -- | --- |
| Corea del Sur  | 7   | 3  | 2  | 1  | 0  | 4  | 1  | 3   |
| Estados Unidos | 4   | 3  | 1  | 1  | 1  | 5  | 6  | −1  |
| Portugal       | 3   | 3  | 1  | 0  | 2  | 6  | 4  | 2   |
| Polonia        | 3   | 3  | 1  | 0  | 2  | 3  | 7  | −4  |

| 4 de junio, 20:30                               | Corea del Sur                   | 2:0 (1:0) | Polonia | Estadio Asiad, Busan                                   |                                                        |
|                                                 | S. H. Hwang 26' · S. C. Yoo 53' | Reporte   |         | Asistencia: 48 760 espectadores Árbitro(s): Óscar Ruiz | Asistencia: 48 760 espectadores Árbitro(s): Óscar Ruiz |
| Primera victoria de Corea del Sur en Mundiales. |                                 |           |         |                                                        |                                                        |

| 5 de junio, 18:00 | Estados Unidos                              | 3:2 (3:1) | Portugal                    | Estadio Mundialista, Suwon                               |                                                          |
|                   | O'Brien 4' · Costa 29' (a.g.) · McBride 36' | Reporte   | Beto 39' · Agoos 71' (a.g.) | Asistencia: 37 306 espectadores Árbitro(s): Byron Moreno | Asistencia: 37 306 espectadores Árbitro(s): Byron Moreno |

| 10 de junio, 15:30 | Corea del Sur | 1:1 (0:1) | Estados Unidos | Estadio Mundialista, Daegu                            |                                                       |
|                    | J. H. Ahn 78' | Reporte   | Mathis 24'     | Asistencia: 60 778 espectadores Árbitro(s): Urs Meier | Asistencia: 60 778 espectadores Árbitro(s): Urs Meier |

| 10 de junio, 20:30 | Portugal                              | 4:0 (1:0) | Polonia | Estadio Mundialista, Jeonju                             |                                                         |
|                    | Pauleta 14', 65', 77' · Rui Costa 88' | Reporte   |         | Asistencia: 31 000 espectadores Árbitro(s): Hugh Dallas | Asistencia: 31 000 espectadores Árbitro(s): Hugh Dallas |

| 14 de junio, 20:30                                                       | Portugal | 0:1 (0:0) | Corea del Sur  | Estadio Munhak, Incheon                                   |                                                           |
|                                                                          |          | Reporte   | J. S. Park 70' | Asistencia: 50 239 espectadores Árbitro(s): Ángel Sánchez | Asistencia: 50 239 espectadores Árbitro(s): Ángel Sánchez |
| Primera clasificación de Corea del Sur a una segunda fase de un Mundial. |          |           |                |                                                           |                                                           |

| 14 de junio, 20:30 | Polonia                                       | 3:1 (2:0) | Estados Unidos | Estadio Mundialista, Daejeon                       |                                                    |
|                    | Olisadebe 3' · Kryszałowicz 5' · Żewłakow 66' | Reporte   | Donovan 83'    | Asistencia: 26 482 espectadores Árbitro(s): Jun Lu | Asistencia: 26 482 espectadores Árbitro(s): Jun Lu |

#### Grupo E
| Selección      | Pts | PJ | PG | PE | PP | GF | GC | Dif |
| -------------- | --- | -- | -- | -- | -- | -- | -- | --- |
| Alemania       | 7   | 3  | 2  | 1  | 0  | 11 | 1  | 10  |
| Irlanda        | 5   | 3  | 1  | 2  | 0  | 5  | 2  | 3   |
| Camerún        | 4   | 3  | 1  | 1  | 1  | 2  | 3  | −1  |
| Arabia Saudita | 0   | 3  | 0  | 0  | 3  | 0  | 12 | −12 |

| 1 de junio, 15:30 | Irlanda     | 1:1 (0:1) | Camerún    | Estadio del Gran Cisne, Niigata                           |                                                           |
|                   | Holland 52' | Reporte   | M'Boma 39' | Asistencia: 33 679 espectadores Árbitro(s): Tōru Kamikawa | Asistencia: 33 679 espectadores Árbitro(s): Tōru Kamikawa |

| 1 de junio, 20:30                        | Alemania                                                                                       | 8:0 (4:0) | Arabia Saudita | Domo de Sapporo, Sapporo                                  |                                                           |
|                                          | Klose 20', 25', 70' · Ballack 40' · Jancker 45+1' · Linke 73' · Bierhoff 84' · Schneider 90+1' | Reporte   |                | Asistencia: 32 218 espectadores Árbitro(s): Ubaldo Aquino | Asistencia: 32 218 espectadores Árbitro(s): Ubaldo Aquino |
| Mayor victoria de Alemania en Mundiales. |                                                                                                |           |                |                                                           |                                                           |

| 5 de junio, 20:30 | Alemania  | 1:1 (1:0) | Irlanda        | Estadio de Kashima, Kashima                                    |                                                                |
|                   | Klose 19' | Reporte   | R. Keane 90+2' | Asistencia: 35 854 espectadores Árbitro(s): Kim Milton Nielsen | Asistencia: 35 854 espectadores Árbitro(s): Kim Milton Nielsen |

| 6 de junio, 18:00 | Camerún   | 1:0 (0:0) | Arabia Saudita | Estadio Saitama 2002, Saitama                           |                                                         |
|                   | Eto'o 66' | Reporte   |                | Asistencia: 52 328 espectadores Árbitro(s): Terje Hauge | Asistencia: 52 328 espectadores Árbitro(s): Terje Hauge |

| 11 de junio, 20:30 | Camerún | 0:2 (0:0) | Alemania             | Estadio Ecopa, Shizuoka                                         |                                                                 |
|                    |         | Reporte   | Bode 50' · Klose 79' | Asistencia: 47 085 espectadores Árbitro(s): Antonio López Nieto | Asistencia: 47 085 espectadores Árbitro(s): Antonio López Nieto |

| 11 de junio, 20:30 | Arabia Saudita | 0:3 (0:1) | Irlanda                            | Estadio Internacional, Yokohama                          |                                                          |
|                    |                | Reporte   | R. Keane 7' · Breen 61' · Duff 87' | Asistencia: 65 320 espectadores Árbitro(s): Falla N'Doye | Asistencia: 65 320 espectadores Árbitro(s): Falla N'Doye |

#### Grupo F
| Selección  | Pts | PJ | PG | PE | PP | GF | GC | Dif |
| ---------- | --- | -- | -- | -- | -- | -- | -- | --- |
| Suecia     | 5   | 3  | 1  | 2  | 0  | 4  | 3  | 1   |
| Inglaterra | 5   | 3  | 1  | 2  | 0  | 2  | 1  | 1   |
| Argentina  | 4   | 3  | 1  | 1  | 1  | 2  | 2  | 0   |
| Nigeria    | 1   | 3  | 0  | 1  | 2  | 1  | 3  | −2  |

| 2 de junio, 14:30 | Argentina     | 1:0 (0:0) | Nigeria | Estadio de Kashima, Kashima                                  |                                                              |
|                   | Batistuta 63' | Reporte   |         | Asistencia: 34 050 espectadores Árbitro(s): Gilles Veissière | Asistencia: 34 050 espectadores Árbitro(s): Gilles Veissière |

| 2 de junio, 18:30 | Inglaterra   | 1:1 (1:0) | Suecia            | Estadio Saitama 2002, Saitama                            |                                                          |
|                   | Campbell 24' | Reporte   | Alexandersson 59' | Asistencia: 52 721 espectadores Árbitro(s): Carlos Simon | Asistencia: 52 721 espectadores Árbitro(s): Carlos Simon |

| 7 de junio, 15:30 | Suecia                  | 2:1 (1:1) | Nigeria      | Estadio de las Alas, Kōbe                               |                                                         |
|                   | Larsson 35', 63' (pen.) | Reporte   | Aghahowa 27' | Asistencia: 36 194 espectadores Árbitro(s): René Ortubé | Asistencia: 36 194 espectadores Árbitro(s): René Ortubé |

| 7 de junio, 20:30 | Argentina | 0:1 (0:1) | Inglaterra         | Domo de Sapporo, Sapporo                                      |                                                               |
|                   |           | Reporte   | Beckham 44' (pen.) | Asistencia: 35 927 espectadores Árbitro(s): Pierluigi Collina | Asistencia: 35 927 espectadores Árbitro(s): Pierluigi Collina |

| 12 de junio, 15:30 | Suecia          | 1:1 (0:0) | Argentina  | Estadio de Miyagi, Rifu                                 |                                                         |
|                    | A. Svensson 59' | Reporte   | Crespo 88' | Asistencia: 45 777 espectadores Árbitro(s): Ali Bujsaim | Asistencia: 45 777 espectadores Árbitro(s): Ali Bujsaim |

| 12 de junio, 15:30 | Nigeria | 0:0     | Inglaterra | Estadio Osaka Nagai, Osaka                             |                                                        |
|                    |         | Reporte |            | Asistencia: 44 864 espectadores Árbitro(s): Brian Hall | Asistencia: 44 864 espectadores Árbitro(s): Brian Hall |

#### Grupo G
| Selección | Pts | PJ | PG | PE | PP | GF | GC | Dif |
| --------- | --- | -- | -- | -- | -- | -- | -- | --- |
| México    | 7   | 3  | 2  | 1  | 0  | 4  | 2  | 2   |
| Italia    | 4   | 3  | 1  | 1  | 1  | 4  | 3  | 1   |
| Croacia   | 3   | 3  | 1  | 0  | 2  | 2  | 3  | −1  |
| Ecuador   | 3   | 3  | 1  | 0  | 2  | 2  | 4  | −2  |

| 3 de junio, 15:30 | Croacia | 0:1 (0:0) | México            | Estadio del Gran Cisne, Niigata                    |                                                    |
|                   |         | Reporte   | Blanco 60' (pen.) | Asistencia: 32 239 espectadores Árbitro(s): Jun Lu | Asistencia: 32 239 espectadores Árbitro(s): Jun Lu |

| 3 de junio, 20:30 | Italia        | 2:0 (2:0) | Ecuador | Domo de Sapporo, Sapporo                               |                                                        |
|                   | Vieri 7', 27' | Reporte   |         | Asistencia: 31 810 espectadores Árbitro(s): Brian Hall | Asistencia: 31 810 espectadores Árbitro(s): Brian Hall |

| 8 de junio, 18:00 | Italia    | 1:2 (0:0) | Croacia               | Estadio de Kashima, Kashima                             |                                                         |
|                   | Vieri 55' | Reporte   | Olić 73' · Rapaić 76' | Asistencia: 36 472 espectadores Árbitro(s): Graham Poll | Asistencia: 36 472 espectadores Árbitro(s): Graham Poll |

| 9 de junio, 15:30                                            | México                     | 2:1 (1:1) | Ecuador    | Estadio de Miyagi, Sendai                                |                                                          |
|                                                              | Borgetti 28' · Torrado 57' | Reporte   | Delgado 5' | Asistencia: 45 610 espectadores Árbitro(s): Mourad Daami | Asistencia: 45 610 espectadores Árbitro(s): Mourad Daami |
| Agustín Delgado anota el primer gol de Ecuador en Mundiales. |                            |           |            |                                                          |                                                          |

| 13 de junio, 20:30 | México       | 1:1 (1:0) | Italia        | Estadio del Gran Ojo, Ōita                               |                                                          |
|                    | Borgetti 34' | Reporte   | Del Piero 85' | Asistencia: 39 291 espectadores Árbitro(s): Carlos Simon | Asistencia: 39 291 espectadores Árbitro(s): Carlos Simon |

| 13 de junio, 20:30                        | Ecuador    | 1:0 (0:0) | Croacia | Estadio Internacional, Yokohama                            |                                                            |
|                                           | Méndez 48' | Reporte   |         | Asistencia: 65 862 espectadores Árbitro(s): William Mattus | Asistencia: 65 862 espectadores Árbitro(s): William Mattus |
| Primera victoria de Ecuador en Mundiales. |            |           |         |                                                            |                                                            |

#### Grupo H
| Selección | Pts | PJ | PG | PE | PP | GF | GC | Dif |
| --------- | --- | -- | -- | -- | -- | -- | -- | --- |
| Japón     | 7   | 3  | 2  | 1  | 0  | 5  | 2  | 3   |
| Bélgica   | 5   | 3  | 1  | 2  | 0  | 6  | 5  | 1   |
| Rusia     | 3   | 3  | 1  | 0  | 2  | 4  | 4  | 0   |
| Túnez     | 1   | 3  | 0  | 1  | 2  | 1  | 5  | −4  |

| 4 de junio, 18:00 | Japón                    | 2:2 (0:0) | Bélgica                          | Estadio Saitama 2002, Saitama                              |                                                            |
|                   | Suzuki 59' · Inamoto 67' | Reporte   | Wilmots 57' · Van der Heyden 75' | Asistencia: 55 256 espectadores Árbitro(s): William Mattus | Asistencia: 55 256 espectadores Árbitro(s): William Mattus |

| 5 de junio, 15:30 | Rusia                         | 2:0 (0:0) | Túnez | Estadio de las Alas, Kōbe                                     |                                                               |
|                   | Titov 59' · Karpin 64' (pen.) | Reporte   |       | Asistencia: 30 957 espectadores Árbitro(s): Peter Prendergast | Asistencia: 30 957 espectadores Árbitro(s): Peter Prendergast |

| 9 de junio, 20:30                       | Japón       | 1:0 (0:0) | Rusia | Estadio Internacional, Yokohama                         |                                                         |
|                                         | Inamoto 51' | Reporte   |       | Asistencia: 66 108 espectadores Árbitro(s): Markus Merk | Asistencia: 66 108 espectadores Árbitro(s): Markus Merk |
| Primera victoria de Japón en Mundiales. |             |           |       |                                                         |                                                         |

| 10 de junio, 18:00 | Túnez         | 1:1 (1:1) | Bélgica     | Estadio del Gran Ojo, Ōita                              |                                                         |
|                    | Bouzaiene 17' | Reporte   | Wilmots 13' | Asistencia: 39 700 espectadores Árbitro(s): Mark Shield | Asistencia: 39 700 espectadores Árbitro(s): Mark Shield |

| 14 de junio, 15:30                                               | Túnez | 0:2 (0:0) | Japón                         | Estadio Osaka Nagai, Osaka                                   |                                                              |
|                                                                  |       | Reporte   | Morishima 48' · H. Nakata 75' | Asistencia: 45 213 espectadores Árbitro(s): Gilles Veissière | Asistencia: 45 213 espectadores Árbitro(s): Gilles Veissière |
| Primera clasificación de Japón a una segunda fase de un Mundial. |       |           |                               |                                                              |                                                              |

| 14 de junio, 15:30 | Bélgica                            | 3:2 (1:0) | Rusia                        | Estadio Ecopa, Shizuoka                                        |                                                                |
|                    | Walem 7' · Sonck 78' · Wilmots 82' | Reporte   | Beschástnyj 52' · Sychov 88' | Asistencia: 46 640 espectadores Árbitro(s): Kim Milton Nielsen | Asistencia: 46 640 espectadores Árbitro(s): Kim Milton Nielsen |

## Fase final
|  | Octavos de final       | Octavos de final       |                        |       | Cuartos de final             | Cuartos de final             |                     |                     | Semifinales | Semifinales |  |  | Final | Final |
|  |                        |                        |                        |       |                              |                              |                     |                     |             |             |  |  |       |       |
|  | 15 de junio – Seogwipo |                        |                        |       |                              |                              |                     |                     |             |             |  |  |       |       |
|  |                        |                        |                        |       |                              |                              |                     |                     |             |             |  |  |       |       |
|  | Alemania               | 1                      |                        |       |                              |                              |                     |                     |             |             |  |  |       |       |
|  | Alemania               | 1                      | 21 de junio – Ulsan    |       |                              |                              |                     |                     |             |             |  |  |       |       |
|  | Paraguay               | 0                      |                        |       |                              |                              |                     |                     |             |             |  |  |       |       |
|  | Paraguay               | 0                      | Alemania               | 1     |                              |                              |                     |                     |             |             |  |  |       |       |
|  | 17 de junio – Jeonju   |                        | Alemania               | 1     |                              |                              |                     |                     |             |             |  |  |       |       |
|  |                        | Estados Unidos         | 0                      |       |                              |                              |                     |                     |             |             |  |  |       |       |
|  | México                 | Estados Unidos         | 0                      | 0     |                              |                              |                     |                     |             |             |  |  |       |       |
|  | México                 |                        | 25 de junio – Seúl     | 0     |                              |                              |                     |                     |             |             |  |  |       |       |
|  | Estados Unidos         | 2                      |                        |       |                              |                              |                     |                     |             |             |  |  |       |       |
|  | Estados Unidos         | 2                      | Alemania               | 1     |                              |                              |                     |                     |             |             |  |  |       |       |
|  | 16 de junio – Suwon    |                        | Alemania               | 1     |                              |                              |                     |                     |             |             |  |  |       |       |
|  |                        | Corea del Sur          | 0                      |       |                              |                              |                     |                     |             |             |  |  |       |       |
|  | España (p.)            | Corea del Sur          | 0                      | 1 (3) |                              |                              |                     |                     |             |             |  |  |       |       |
|  | España (p.)            | 22 de junio – Gwangju  |                        | 1 (3) |                              |                              |                     |                     |             |             |  |  |       |       |
|  | Irlanda                | 1 (2)                  |                        |       |                              |                              |                     |                     |             |             |  |  |       |       |
|  | Irlanda                | 1 (2)                  | España                 | 0 (3) |                              |                              |                     |                     |             |             |  |  |       |       |
|  | 18 de junio – Daejeon  |                        | España                 | 0 (3) |                              |                              |                     |                     |             |             |  |  |       |       |
|  |                        | Corea del Sur (p.)     | 0 (5)                  |       |                              |                              |                     |                     |             |             |  |  |       |       |
|  | Corea del Sur (t.s.)   | Corea del Sur (p.)     | 0 (5)                  | 2     |                              |                              |                     |                     |             |             |  |  |       |       |
|  | Corea del Sur (t.s.)   |                        | 30 de junio – Yokohama | 2     |                              |                              |                     |                     |             |             |  |  |       |       |
|  | Italia                 | 1                      |                        |       |                              |                              |                     |                     |             |             |  |  |       |       |
|  | Italia                 | 1                      | Alemania               | 0     |                              |                              |                     |                     |             |             |  |  |       |       |
|  | 15 de junio – Niigata  |                        | Alemania               | 0     |                              |                              |                     |                     |             |             |  |  |       |       |
|  |                        | Brasil                 | 2                      |       |                              |                              |                     |                     |             |             |  |  |       |       |
|  | Dinamarca              | Brasil                 | 2                      | 0     |                              |                              |                     |                     |             |             |  |  |       |       |
|  | Dinamarca              | 21 de junio – Shizuoka |                        | 0     |                              |                              |                     |                     |             |             |  |  |       |       |
|  | Inglaterra             | 3                      |                        |       |                              |                              |                     |                     |             |             |  |  |       |       |
|  | Inglaterra             | 3                      | Inglaterra             | 1     |                              |                              |                     |                     |             |             |  |  |       |       |
|  | 17 de junio – Kōbe     |                        | Inglaterra             | 1     |                              |                              |                     |                     |             |             |  |  |       |       |
|  |                        | Brasil                 | 2                      |       |                              |                              |                     |                     |             |             |  |  |       |       |
|  | Brasil                 | Brasil                 | 2                      | 2     |                              |                              |                     |                     |             |             |  |  |       |       |
|  | Brasil                 |                        | 26 de junio – Saitama  | 2     |                              |                              |                     |                     |             |             |  |  |       |       |
|  | Bélgica                | 0                      |                        |       |                              |                              |                     |                     |             |             |  |  |       |       |
|  | Bélgica                | 0                      | Brasil                 | 1     |                              |                              |                     |                     |             |             |  |  |       |       |
|  | 16 de junio – Ōita     |                        | Brasil                 | 1     |                              |                              |                     |                     |             |             |  |  |       |       |
|  |                        | Turquía                | 0                      |       | Partido por el tercer puesto | Partido por el tercer puesto |                     |                     |             |             |  |  |       |       |
|  | Suecia                 | Turquía                | 0                      | 1     | Partido por el tercer puesto | Partido por el tercer puesto |                     |                     |             |             |  |  |       |       |
|  | Suecia                 | 22 de junio – Osaka    | 22 de junio – Osaka    | 1     |                              |                              | 29 de junio – Daegu | 29 de junio – Daegu |             |             |  |  |       |       |
|  | Senegal (t.s.)         | 22 de junio – Osaka    | 22 de junio – Osaka    | 2     |                              |                              | 29 de junio – Daegu | 29 de junio – Daegu |             |             |  |  |       |       |
|  | Senegal (t.s.)         | Senegal                | 0                      | 2     | Corea del Sur                | 2                            |                     |                     |             |             |  |  |       |       |
|  | 18 de junio – Miyagi   | Senegal                | 0                      |       | Corea del Sur                | 2                            |                     |                     |             |             |  |  |       |       |
|  |                        | Turquía (t.s.)         | 1                      |       | Turquía                      | 3                            |                     |                     |             |             |  |  |       |       |
|  | Japón                  | Turquía (t.s.)         | 1                      | 0     | Turquía                      | 3                            |                     |                     |             |             |  |  |       |       |
|  | Japón                  |                        |                        | 0     |                              |                              |                     |                     |             |             |  |  |       |       |
|  | Turquía                | 1                      |                        |       |                              |                              |                     |                     |             |             |  |  |       |       |
|  | Turquía                | 1                      |                        |       |                              |                              |                     |                     |             |             |  |  |       |       |

#### Octavos de final
| 15 de junio, 15:30 | Alemania     | 1:0 (0:0) | Paraguay | Estadio Mundialista, Seogwipo                             |                                                           |
|                    | Neuville 88' | Reporte   |          | Asistencia: 25 176 espectadores Árbitro(s): Carlos Batres | Asistencia: 25 176 espectadores Árbitro(s): Carlos Batres |

| 15 de junio, 20:30 | Dinamarca | 0:3 (0:3) | Inglaterra                           | Estadio del Gran Cisne, Niigata                         |                                                         |
|                    |           | Reporte   | Ferdinand 5' · Owen 22' · Heskey 44' | Asistencia: 40 582 espectadores Árbitro(s): Markus Merk | Asistencia: 40 582 espectadores Árbitro(s): Markus Merk |

| 16 de junio, 15:30 | Suecia      | 1:2 (1:1, 1:1) (t. s.) | Senegal            | Estadio del Gran Ojo, Ōita                                |                                                           |
| | Larsson 11' | Reporte                | H. Camara 37' 104' | Asistencia: 39 747 espectadores Árbitro(s): Ubaldo Aquino | Asistencia: 39 747 espectadores Árbitro(s): Ubaldo Aquino |
| Senegal se convierte en el segundo país africano en alcanzar los cuartos de final de un Mundial. Henri Camara anota el segundo gol de oro en la historia de los mundiales. |             |                        |                    |                                                           |                                                           |

| 16 de junio, 20:30 | España                                          | 1:1 (1:1, 1:0) (t. s.)(3:2 p.) | Irlanda                                       | Estadio Mundialista, Suwon                               |                                                          |
|                    | Morientes 8'                                    | Reporte                        | Keane 90' (pen.)                              | Asistencia: 38 926 espectadores Árbitro(s): Anders Frisk | Asistencia: 38 926 espectadores Árbitro(s): Anders Frisk |
|                    |                                                 | Tiros desde el punto penal     |                                               |                                                          |                                                          |
|                    | Hierro · Baraja · Juanfran · Valerón · Mendieta |                                | Keane · Holland · Connolly · Kilbane · Finnan |                                                          |                                                          |

| 17 de junio, 15:30                                                     | México | 0:2 (0:1) | Estados Unidos           | Estadio Mundialista, Jeonju                                    |                                                                |
|                                                                        |        | Reporte   | McBride 8' · Donovan 65' | Asistencia: 36 380 espectadores Árbitro(s): Vítor Melo Pereira | Asistencia: 36 380 espectadores Árbitro(s): Vítor Melo Pereira |
| Primer enfrentamiento entre México y los Estados Unidos en un Mundial. |        |           |                          |                                                                |                                                                |

| 17 de junio, 20:30 | Brasil                    | 2:0 (0:0) | Bélgica | Estadio de las Alas, Kōbe                                     |                                                               |
|                    | Rivaldo 67' · Ronaldo 87' | Reporte   |         | Asistencia: 40 440 espectadores Árbitro(s): Peter Prendergast | Asistencia: 40 440 espectadores Árbitro(s): Peter Prendergast |

| 18 de junio, 15:30                                                 | Japón | 0:1 (0:1) | Turquía    | Estadio de Miyagi, Rifu                                       |                                                               |
|                                                                    |       | Reporte   | Davala 12' | Asistencia: 45 666 espectadores Árbitro(s): Pierluigi Collina | Asistencia: 45 666 espectadores Árbitro(s): Pierluigi Collina |
| Primera clasificación de Turquía a Cuartos de final de un Mundial. |       |           |            |                                                               |                                                               |

| 18 de junio, 20:30 | Corea del Sur                   | 2:1 (1:1, 0:1) (t. s.) | Italia    | Estadio Mundialista, Daejeon                             |                                                          |
| | K. H. Seol 88' · J. H. Ahn 117' | Reporte                | Vieri 18' | Asistencia: 38 588 espectadores Árbitro(s): Byron Moreno | Asistencia: 38 588 espectadores Árbitro(s): Byron Moreno |
| J. H. Ahn marca el tercer gol de oro en la historia de los mundiales. Primera clasificación de Corea del Sur a Cuartos de final de un Mundial. |                                 |                        |           |                                                          |                                                          |

#### Cuartos de final
| 21 de junio, 15:30 | Inglaterra | 1:2 (1:1) | Brasil                              | Estadio Ecopa, Shizuoka                                       |                                                               |
|                    | Owen 23'   | Reporte   | Rivaldo 45+2' · Ronaldinho 50' (TL) | Asistencia: 47 436 espectadores Árbitro(s): Felipe Ramos Rizo | Asistencia: 47 436 espectadores Árbitro(s): Felipe Ramos Rizo |

| 21 de junio, 20:30 | Alemania    | 1:0 (1:0) | Estados Unidos | Estadio Mundialista, Ulsan                              |                                                         |
|                    | Ballack 39' | Reporte   |                | Asistencia: 37 337 espectadores Árbitro(s): Hugh Dallas | Asistencia: 37 337 espectadores Árbitro(s): Hugh Dallas |

| 22 de junio, 15:30 | España                           | 0:0 (t. s.)(3:5 p.)        | Corea del Sur                                                  | Estadio Mundialista, Gwangju                                  |                                                               |
| |                                  | Reporte                    |                                                                | Asistencia: 42 114 espectadores Árbitro(s): Gamal Al-Ghandour | Asistencia: 42 114 espectadores Árbitro(s): Gamal Al-Ghandour |
| |                                  | Tiros desde el punto penal |                                                                |                                                               |                                                               |
| | Hierro · Baraja · Xavi · Joaquín |                            | S. H. Hwang · J. S. Park · K. H. Seol · J. H. Ahn · M. B. Hong |                                                               |                                                               |
| Corea del Sur se convierte en el primer país asiático en clasificar a una Semifinal de un Mundial. Véase también España vs. Corea del Sur (2002). |                                  |                            |                                                                |                                                               |                                                               |

| 22 de junio, 20:30 | Senegal | 0:1 (0:0, 0:0) (t. s.) | Turquía    | Estadio Osaka Nagai, Osaka                             |                                                        |
| |         | Reporte                | Mansız 94' | Asistencia: 44 233 espectadores Árbitro(s): Óscar Ruiz | Asistencia: 44 233 espectadores Árbitro(s): Óscar Ruiz |
| Primera clasificación de Turquía a una Semifinal de un Mundial. İlhan Mansız marcó el cuarto y último gol de oro de los Mundiales. |         |                        |            |                                                        |                                                        |

#### Semifinales
| 25 de junio, 20:30 | Alemania    | 1:0 (0:0) | Corea del Sur | Estadio Mundialista, Seúl                             |                                                       |
|                    | Ballack 75' | Reporte   |               | Asistencia: 65 256 espectadores Árbitro(s): Urs Meier | Asistencia: 65 256 espectadores Árbitro(s): Urs Meier |

| 26 de junio, 20:30 | Brasil      | 1:0 (0:0) | Turquía | Estadio Saitama 2002, Saitama                                  |                                                                |
|                    | Ronaldo 49' | Reporte   |         | Asistencia: 61 058 espectadores Árbitro(s): Kim Milton Nielsen | Asistencia: 61 058 espectadores Árbitro(s): Kim Milton Nielsen |

#### Tercer lugar
| 29 de junio, 20:00                                                                            | Corea del Sur                   | 2:3 (1:3) | Turquía                    | Estadio Mundialista, Daegu                                       |                                                                  |
|                                                                                               | E. Y. Lee 9' · C. G. Song 90+3' | Reporte   | Şükür 1' · Mansız 13', 32' | Asistencia: 63 483 espectadores Árbitro(s): Saad Kamil Al-Fadhli | Asistencia: 63 483 espectadores Árbitro(s): Saad Kamil Al-Fadhli |
| El gol de Hakan Şükür a los 11 segundos es el gol más rápido en la historia de los mundiales. |                                 |           |                            |                                                                  |                                                                  |

#### Final
| 30 de junio, 20:00 | Alemania | 0:2 (0:0) | Brasil           | Estadio Internacional, Yokohama                               |                                                               |
| |          | Reporte   | Ronaldo 67', 79' | Asistencia: 69 029 espectadores Árbitro(s): Pierluigi Collina | Asistencia: 69 029 espectadores Árbitro(s): Pierluigi Collina |
| Cuarta vez en la historia que un campeón gana todos sus partidos. Segunda vez que lo hace Brasil. Cafú es el único jugador en jugar 3 finales consecutivas en un Mundial: 1994, 1998 y 2002. Brasil es el segundo país en disputar 3 finales seguidas, mérito conseguido anteriormente por Alemania Federal. Segundo mundial ganado por Brasil fuera de su continente. |          |           |                  |                                                               |                                                               |

|                           |
| Bandera de Brasil         |
| Campeón Brasil 5.º título |

## Estadísticas finales

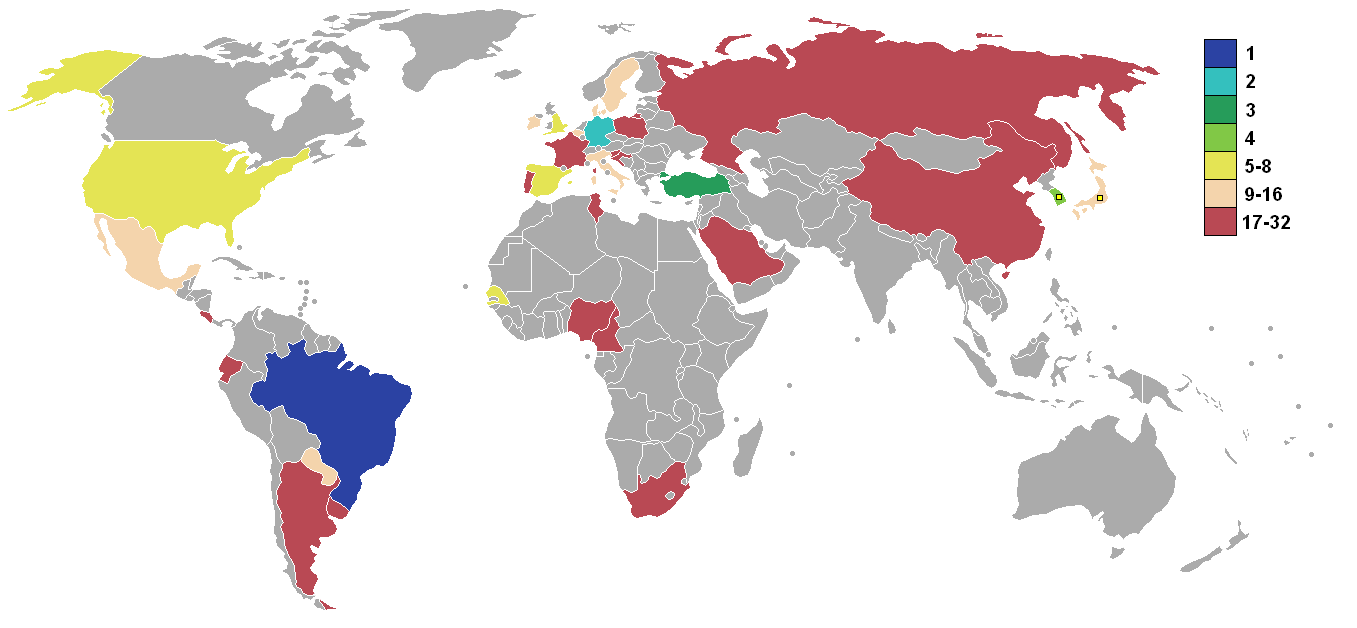
Mapa según los resultados del torneo

| Pos. | Equipo         | Pts | PJ | PG | PE | PP | GF | GC | Dif. | Rend.   |
| ---- | -------------- | --- | -- | -- | -- | -- | -- | -- | ---- | ------- |
| 1    | Brasil         | 21  | 7  | 7  | 0  | 0  | 18 | 4  | 14   | 100,0 % |
| 2    | Alemania       | 16  | 7  | 5  | 1  | 1  | 14 | 3  | 11   | 76,2 %  |
| 3    | Turquía        | 13  | 7  | 4  | 1  | 2  | 10 | 6  | 4    | 61,9 %  |
| 4    | Corea del Sur  | 11  | 7  | 3  | 2  | 2  | 8  | 6  | 2    | 52,4 %  |
| 5    | España         | 11  | 5  | 3  | 2  | 0  | 10 | 5  | 5    | 73,3 %  |
| 6    | Inglaterra     | 8   | 5  | 2  | 2  | 1  | 6  | 3  | 3    | 53,3 %  |
| 7    | Senegal        | 8   | 5  | 2  | 2  | 1  | 7  | 6  | 1    | 53,3 %  |
| 8    | Estados Unidos | 7   | 5  | 2  | 1  | 2  | 7  | 7  | 0    | 50,0 %  |
| 9    | Japón          | 7   | 4  | 2  | 1  | 1  | 5  | 3  | 2    | 58,3 %  |
| 10   | Dinamarca      | 7   | 4  | 2  | 1  | 1  | 5  | 5  | 0    | 58,3 %  |
| 11   | México         | 7   | 4  | 2  | 1  | 1  | 4  | 4  | 0    | 58,3 %  |
| 12   | Irlanda        | 6   | 4  | 1  | 3  | 0  | 6  | 3  | 3    | 50,0 %  |
| 13   | Suecia         | 5   | 4  | 1  | 2  | 1  | 5  | 5  | 0    | 41,7 %  |
| 14   | Bélgica        | 5   | 4  | 1  | 2  | 1  | 6  | 7  | –1   | 41,7 %  |
| 15   | Italia         | 4   | 4  | 1  | 1  | 2  | 5  | 5  | 0    | 33,3 %  |
| 16   | Paraguay       | 4   | 4  | 1  | 1  | 2  | 6  | 7  | –1   | 33,3 %  |
| 17   | Sudáfrica      | 4   | 3  | 1  | 1  | 1  | 5  | 5  | 0    | 44,4 %  |
| 18   | Argentina      | 4   | 3  | 1  | 1  | 1  | 2  | 2  | 0    | 44,4 %  |
| 19   | Costa Rica     | 4   | 3  | 1  | 1  | 1  | 5  | 6  | –1   | 44,4 %  |
| 20   | Camerún        | 4   | 3  | 1  | 1  | 1  | 2  | 3  | –1   | 44,4 %  |
| 21   | Portugal       | 3   | 3  | 1  | 0  | 2  | 6  | 4  | 2    | 33,3 %  |
| 22   | Rusia          | 3   | 3  | 1  | 0  | 2  | 4  | 4  | 0    | 33,3 %  |
| 23   | Croacia        | 3   | 3  | 1  | 0  | 2  | 2  | 3  | –1   | 33,3 %  |
| 24   | Ecuador        | 3   | 3  | 1  | 0  | 2  | 2  | 4  | –2   | 33,3 %  |
| 25   | Polonia        | 3   | 3  | 1  | 0  | 2  | 3  | 7  | –4   | 33,3 %  |
| 26   | Uruguay        | 2   | 3  | 0  | 2  | 1  | 4  | 5  | –1   | 22,2 %  |
| 27   | Nigeria        | 1   | 3  | 0  | 1  | 2  | 1  | 3  | –2   | 11,1 %  |
| 28   | Francia        | 1   | 3  | 0  | 1  | 2  | 0  | 3  | –3   | 11,1 %  |
| 29   | Túnez          | 1   | 3  | 0  | 1  | 2  | 1  | 5  | –4   | 11,1 %  |
| 30   | Eslovenia      | 0   | 3  | 0  | 0  | 3  | 2  | 7  | –5   | 0,0 %   |
| 31   | China          | 0   | 3  | 0  | 0  | 3  | 0  | 9  | –9   | 0,0 %   |
| 32   | Arabia Saudita | 0   | 3  | 0  | 0  | 3  | 0  | 12 | –12  | 0,0 %   |

## Premios y reconocimientos

### Bota de Oro
El jugador que haya convertido la mayor cantidad de goles (GF) durante el torneo recibirá el Premio Bota de Oro. En caso de producirse una igualdad, se desempatará mediante la cantidad de asistencias (AST). Si prosiguiera el empate, se hará acreedor al premio quien haya jugado una menor cantidad de minutos (MIN).
| Jugador              | Selección | Goles | Asist. | Min. |
| -------------------- | --------- | ----- | ------ | ---- |
| Ronaldo              | Brasil    | 8     | 0      | 548  |
| Miroslav Klose       | Alemania  | 5     | 1      | 561  |
| Rivaldo              | Brasil    | 5     | 1      | 610  |
| Jon Dahl Tomasson    | Dinamarca | 4     | 0      | 360  |
| Christian Vieri      | Italia    | 4     | 0      | 390  |
| Michael Ballack      | Alemania  | 3     | 4      | 540  |
| İlhan Mansız         | Turquía   | 3     | 1      | 221  |
| Pauleta              | Portugal  | 3     | 0      | 248  |
| Fernando Morientes   | España    | 3     | 0      | 336  |
| Raúl González Blanco | España    | 3     | 0      | 340  |
| Marc Wilmots         | Bélgica   | 3     | 0      | 360  |
| Henrik Larsson       | Suecia    | 3     | 0      | 372  |
| Robbie Keane         | Irlanda   | 3     | 0      | 390  |
| Papa Bouba Diop      | Senegal   | 3     | 0      | 480  |

### Balón de Oro
El Premio Balón de Oro Adidas es entregado por la FIFA al mejor jugador del torneo. Tras la votación salió elegido Oliver Kahn, el primer guardameta en recibir esta distinción en la historia de la Copa del Mundo.

| Jugador         | Selección     | Puntaje |
| --------------- | ------------- | ------- |
| Oliver Kahn     | Alemania      | 147     |
| Ronaldo         | Brasil        | 126     |
| Hong Myung-bo   | Corea del Sur | 108     |
| Rivaldo         | Brasil        | 93      |
| Ronaldinho      | Brasil        | 54      |
| Hasan Şaş       | Turquía       | 26      |
| El Hadji Diouf  | Senegal       | 15      |
| Roberto Carlos  | Brasil        | 12      |
| Michael Ballack | Alemania      | 6       |
| Fernando Hierro | España        | 5       |

### Equipo estelar
La FIFA diseñó una nómina con el equipo estelar, compuesto por 16 jugadores que se destacaron a lo largo de la competición. Entre los elegidos se encuentran cuatro jugadores de la selección ganadora del torneo, Brasil, y tres del subcampeón, el equipo de Alemania.

| Porteros                 | Defensores                                                             | Mediocampistas                                                 | Delanteros                            |
| ------------------------ | ---------------------------------------------------------------------- | -------------------------------------------------------------- | ------------------------------------- |
| Oliver Kahn Rüştü Reçber | Roberto Carlos Sol Campbell Fernando Hierro Hong Myung-bo Alpay Özalan | Rivaldo Ronaldinho Michael Ballack Claudio Reyna Yoo Sang-chul | Ronaldo Miroslav Klose El Hadji Diouf |

### Jugador del partido
Tras cada partido disputado, el sitio oficial de la FIFA, en sus resúmenes indica cuál fue el futbolista destacado en cada uno de los encuentros.

| Fase de grupos - Fecha 1 | Fase de grupos - Fecha 1 | Fase de grupos - Fecha 2 | Fase de grupos - Fecha 2 | Fase de grupos - Fecha 3 | Fase de grupos - Fecha 3 | Segunda fase    | Segunda fase |
| Jugador                  | Partido                  | Jugador                  | Partido                  | Jugador                  | Partido                  | Jugador         | Partido      |
| ------------------------ | ------------------------ | ------------------------ | ------------------------ | ------------------------ | ------------------------ | --------------- | ------------ |
| El Hadji Diouf           | 0:1                      | Fabien Barthez           | 0:0                      | Zinedine Zidane          | 2:0                      | Jens Jeremies   | 1:0          |
| Jon Dahl Tomasson        | 1:2                      | Khalilou Fadiga          | 1:1                      | Papa Bouba Diop          | 3:3                      | Rio Ferdinand   | 0:3          |
| Miroslav Klose           | 8:0                      | Robbie Keane             | 1:1                      | Miroslav Klose           | 0:2                      | Henri Camara    | 1:2          |
| Matt Holland             | 1:1                      | Samuel Eto'o             | 1:0                      | Damien Duff              | 0:3                      | Iker Casillas   | 1:1 (3:2)    |
| Francisco Arce           | 2:2                      | Fernando Morientes       | 3:1                      | Nelson Cuevas            | 1:3                      | Landon Donovan  | 0:2          |
| Raúl                     | 3:1                      | Quinton Fortune          | 1:0                      | Raúl                     | 3:2                      | Rivaldo         | 2:0          |
| Sol Campbell             | 1:1                      | Paul Scholes             | 0:1                      | Sol Campbell             | 0:0                      | Alpay Özalan    | 0:1          |
| Juan Sebastián Verón     | 1:0                      | Henrik Larsson           | 2:1                      | Niclas Alexandersson     | 1:1                      | Ahn Jung-hwan   | 2:1          |
| Rivaldo                  | 2:1                      | Roberto Carlos           | 4:0                      | Junior                   | 2:5                      | Rivaldo         | 1:2          |
| Rónald Gómez             | 0:2                      | Paulo Wanchope           | 1:1                      | Hasan Sas                | 3:0                      | Claudio Reyna   | 1:0          |
| Braulio Luna             | 0:1                      | Milan Rapaić             | 1:2                      | Edison Méndez            | 1:0                      | Lee Woon-jae    | 0:0 (3:5)    |
| Christian Vieri          | 2:0                      | Gerardo Torrado          | 2:1                      | Cuauhtémoc Blanco        | 1:1                      | Hasan Sas       | 0:1          |
| Yoo Sang-chul            | 2:0                      | Brad Friedel             | 1:1                      | Park Ji Sung             | 0:1                      | Michael Ballack | 1:0          |
| Brian McBride            | 3:2                      | Pauleta                  | 4:0                      | Jacek Krzynowek          | 3:1                      | Ronaldo         | 1:0          |
| Junichi Inamoto          | 2:2                      | Junichi Inamoto          | 1:0                      | Hidetoshi Nakata         | 0:2                      | Hakan Sukur     | 2:3          |
| Yuri Nikíforov           | 2:0                      | Raouf Bouzaiene          | 1:1                      | Marc Wilmots             | 3:2                      | Ronaldo         | 2:0          |

## Miscelánea

### Transmisión por señal de televisión
En España, por primera vez desde que se empezaron a retransmitir por televisión los mundiales de fútbol, no se retransmitieron todos los partidos en señal abierta. Al contrario que en 1998, cuando TVE emitió a través de La Primera y de La 2 todos los encuentros en exclusiva, en esta edición de 2002 Vía Digital emitió en exclusiva 55 partidos. Los 9 restantes (partido inaugural, partidos de España, semifinales y final) fueron emitidos en directo tanto por Vía Digital como por Antena 3, porque la ley española obligaba a emitir estos 9 encuentros en abierto.
Igualando a España, en México por primera vez no se transmitieron todos los partidos en televisión abierta. Televisa y Televisión Azteca solo transmitieron 18 partidos en sus canales (incluyendo la inauguración, las semifinales, la final y los partidos de la selección mexicana), y otros 10 partidos se transmitieron para Cablevisión, mientras que Multimedios Televisión, junto a la desaparecida cadena CNI Canal 40 transmitieron 40 partidos.
En Latinoamérica, como así en muchas partes del mundo, DirecTV tenía los derechos exclusivos de transmisión de los 64 partidos en vivo. En varios países, esos derechos trajeron muchos problemas. En Argentina, por ejemplo, Canal Siete y América fueron los poseedores de los derechos de transmisión. La señal satelital tuvo que acordar con los canales la emisión de algunos encuentros a cambio de beneficios por publicidad. El primero transmitió 43 de los 64 (algunos, sólo para el interior), y mientras que el segundo transmitió 33. Esos partidos, por la diferencia horaria, se veían entre las 4:00 y las 7:00 de la mañana. Caso particular en América, donde el canal cerraba su transmisión normal a las 12:00 de la noche, volvía a las 4 para transmitir algún partido, interrumpía su transmisión cuando terminaba el mismo y volvía con su transmisión normal a las 10:00 de la mañana. Siempre hubo una teoría sobre la premonición del resto de los canales con más audiencia (Canal 13 y Telefé) en que a la Selección Nacional le iba a ir muy mal y por eso no se molestaron en comprar los derechos, sumado a que ese horario era de terror para cualquier anunciante ante tanta audiencia semidormida, y que el país había pasado por la peor crisis de su historia.
En Chile, Televisión Nacional de Chile y Canal 13 trasmitieron la Copa. Antes de iniciarse cada transmisión, aparecía la siguiente frase: "Esta transmisión es de uso exclusivo para la TV Abierta". Eso corresponde a que la señal pertenecía a DirecTV, quienes tenían la exclusividad de la emisión. Sucedió que un año antes, esos dos canales se habían despreocupado totalmente de los derechos del Mundial y los perdieron. Casi como en Argentina, un mes antes del Mundial e incluso una semana antes, llegaron a acuerdo con la operadora de TV satelital para la emisión de 40 partidos del Mundial.
En Colombia, las transmisiones en vivo de los 64 partidos que transmitió tanto RCN Televisión como Caracol Televisión, casi no pudo transmitir el resto de la cobertura exclusiva del evento, debido a la crisis de la televisión colombiana y la liquidación de las programadoras a las que regresaron sus espacios a la Autoridad Nacional de Televisión y después fueron salidos del aire por falta de dinero, los derechos de transmisión de TV abierta fueron pertenecidos a DirecTV quienes tenían la exclusividad de emisión. Por su parte, por la trasnochada todas las transmisiones de los partidos en altas horas de la madrugada no fueron vistas, se repitieron los partidos más tarde entre las 6:00 y las 9:00 de la mañana UTC-5 hora colombiana.
En Ecuador, las transmisiones en vivo de los 64 partidos que transmitió tanto Telesistema como Teleamazonas, pudo transmitir el resto de la cobertura exclusiva del evento, debido a los años negros del Ecuador, los derechos de transmisión de TV abierta fueron pertenecidos a DirecTV quienes no tuvieron la exclusividad de emisión, no pudo transmitir ninguna incidencia del Mundial para Ecuador y nunca tuvieron que negociar con la cadena DirecTV los derechos televisivos porque los adquirieron de forma directa y por anticipado. Por su parte, por la trasnochada todas las transmisiones de los partidos en altas horas de la madrugada no fueron vistas, se repitieron los partidos más tarde entre las 6:00 y las 9:00 de la mañana UTC-5 hora ecuatoriana.
En Paraguay el canal 9 SNT transmitió en total 32 partidos en vivo.
En Perú, fue transmitido por ATV y Red Global.
En Panamá fue transmitido (los 64 partidos) por RPC Canal 4, con las narraciones estelares de David Samudio y Nino Mangravita. Recordado por la Tecnología RPC.

### Canción oficial
Para esta ocasión, y queriendo imitar el éxito obtenido por varios artistas como ser el caso de Edoardo Bennato y Gianna Nannini, con el tema de Italia '90 "Un'estate italiana", o Ricky Martin, con el tema La copa de la vida de Francia '98, el concurso del tema oficial de Corea Japón 2002, lo ganó la cantante estadounidense Anastacia, que con su tema "Boom", revolucionó las almas que presenciaron el torneo. El estribillo de la letra del tema, hace alusión a la famosa interjección española "Olé", que en Argentina se musicaliza como Olé olé olá. El videoclip de este tema, muestra a la cantante dentro de una nave espacial que viaja por diferentes lugares del mundo, contando con un cameo del futbolista Javier Saviola, quien aparece jugando un partido en una calle de una favela de Río de Janeiro.

### Balón oficial
El balón oficial del torneo fue el Fevernova, fabricado por Adidas.

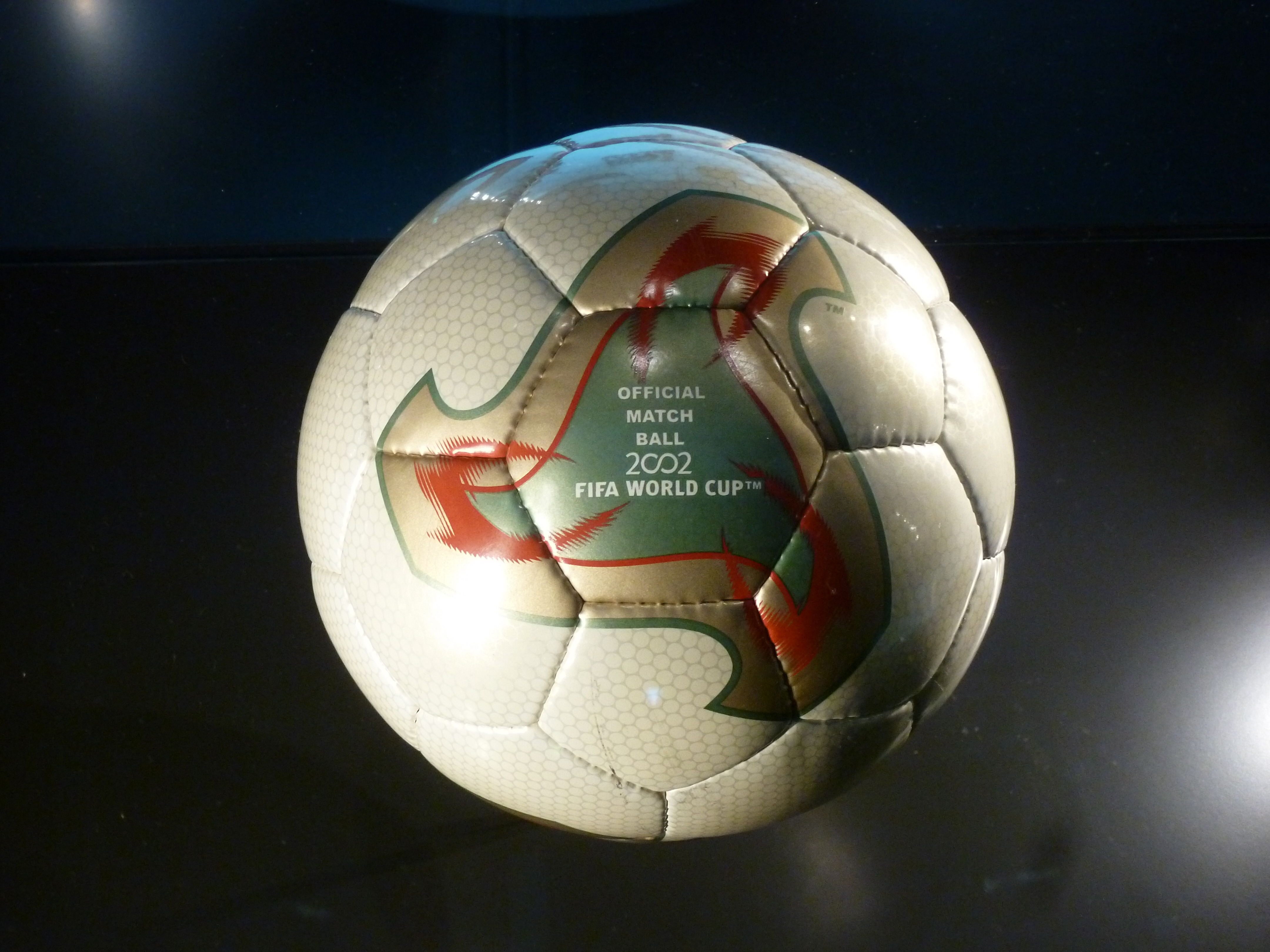
Balón oficial

### Mascotas
Como ha sido tradición desde la Copa Mundial de Fútbol de 1966, se escogió una mascota. En esta oportunidad se eligió a Ato, Kaz y Nik, conocidos como Los Spheriks. Se trataba de tres extraterrestres que llegaban al planeta Tierra para conocer de qué se trataba un Mundial de Fútbol.